# Thaumetopoea libanotica
Thaumetopoea libanotica is een processievlinder uit de familie van de tandvlinders (Notodontidae). De wetenschappelijke naam van de soort is voor het eerst geldig gepubliceerd in 1975 door Kkff & Talhouk.